# Parc Nacional de Białowieża
El Parc Nacional de Białowieża (en polonès: Bialowieski Parc Narodowy) és un dels parcs més antics d'Europa i més antic de Polònia. Fou creat el 1921 a partir d'un antic domini reial i de caça imperial, i va esdevenir parc nacional el 1932 sota el nom polonès: Parc Narodowy w Białowieży. El lloc està dividit en dos des del 1945 per la frontera entre Polònia i Unió Soviètica (avui Belarús).
Té una superfície total d'unes 10 000 hectàrees i és un espai protegit de categoria II segons la Unió Internacional per a la Conservació de la Natura. La part polonesa va ser declarada Patrimoni de la Humanitat el 1977 i el 1992 la part belarussa, dins la denominació de Bosc de Białowieża.

## Descripció
La superfície del parc està formada a la seva gran majoria per boscos qualificats com a Reserva Mundial de la Biosfera i on es troba el bosc de Białowieża. Conté una gran varietat de fauna i flora, amb prop de 200 espècies d'aus i 62 espècies de mamífers; gràcies als anys que fa que està sota protecció oficial, moltes espècies vegetals han sobreviscut mentre que en altres parts del món s'han extingit.

### Flora
Hi ha prop de 3 000 espècies de plantes referenciades al bosc. S'hi han referenciat també 1 500 espècies de fongs, 200 espècies de molses, gairebé 250 espècies de líquens i nombroses algues.
També conté una gran varietat d'espècies d'arbres com l'avet roig, el pi roig, el roure, el vern, l'àlber i el bedoll d'entre les més nombroses.

### Fauna
S'enumeren al voltant de 11 559 espècies diferents dins del parc, entre d'elles, molts invertebrats. Es troben cérvols, ants i senglars i, alguns animals més rars com llops, linxs i castors. També al parc hi ha una població de bisons europeus, la major del món d'aquests mamífers terrestres.
Hi ha moltes aus, amb una mica menys de 300 espècies referenciades incloent 7 espècies de mussols. També s'hi troben 7 espècies de rèptils, 23 espècies de peixos i 17 espècies d'amfibis aproximadament.